# Hordville (Nebraska)
Hordville es una villa ubicada en el condado de Hamilton en el estado estadounidense de Nebraska. En el Censo de 2010 tenía una población de 144 habitantes y una densidad poblacional de 208,23 personas por km².

## Geografía
Hordville se encuentra ubicada en las coordenadas 41°4′46″N 97°53′25″O / 41.07944, -97.89028. Según la Oficina del Censo de los Estados Unidos, Hordville tiene una superficie total de 0.69 km², de la cual 0.69 km² corresponden a tierra firme y (0%) 0 km² es agua.

## Demografía
Según el censo de 2010, había 144 personas residiendo en Hordville. La densidad de población era de 208,23 hab./km². De los 144 habitantes, Hordville estaba compuesto por el 99.31% blancos, el 0% eran afroamericanos, el 0% eran amerindios, el 0% eran asiáticos, el 0% eran isleños del Pacífico, el 0% eran de otras razas y el 0.69% pertenecían a dos o más razas. Del total de la población el 0% eran hispanos o latinos de cualquier raza.